# 東信電気鉄道
東信電気鉄道（とうしんでんきてつどう）は、かつて長野県北安曇郡（現大町市）に存在した鉄道路線。この名称は「東信電気株式会社」による水力発電所建設のための専用鉄道、という意味であり、「東信・電気鉄道」という民営鉄道ではない。

## 概要
日本国有鉄道（国鉄、現・東日本旅客鉄道）大糸線信濃大町駅前よりコジ沢までの約30kmを運行されていた。
信濃大町駅前より笹平までの12kmは電気で運転するが、笹平より先は勾配、カーブがきつく、電力での運行は断念され、笹平 - 七倉間は貨車を馬に牽かせる”馬力”、七倉 - コジ沢間は牛に牽かせる”牛力”での運行であった。
元々は東信電気（東京電力の前身の一つ）が高瀬川に大規模な水力発電所を建設するための軽便軌道であった。その後東京電力、長野営林局の併用となり、最終的には建設省（現・国土交通省）の三者併用となったが、市街地では住民の、奥地では登山者の便乗も行われていた。運行ダイヤが無く、単線上で列車同士が鉢合わせすることもあったという。
三者併用となりダム、砂防堰堤への資材運搬や切り出した大木の輸送と活躍していた最中の1969年（昭和44年）8月11日、昭和44年台風第7号による水害（いわゆる8・11水害）で軌道が流出。全面運行不能となり廃止となった。

## 歴史
- 1923年（大正12年）
  - 2月：東信電気が軌道敷設のため、町道の占用願を北安曇郡大町、平村に提出（大町は却下）。
  - 6月：大町、平村が町道の占用を許可。
- 1924年（大正13年）2月1日：大町 - 笹平間12kｍで運行開始
- 時期不詳：笹平より三ッ沢（高瀬川第五発電所）まで約10km延伸
- 1953年（昭和28年）8月：東京電力と長野営林局の併用管理となり、高瀬川第五発電所よりコジ沢まで延長
- 1953年頃：建設省が使用権を獲得。三者の共用となる
- 1969年（昭和44年）8月11日：昭和44年台風第7号による8・11水害で軌道流出し運行不能となる

## 関連文献
- 小林宇一郎・小西純一 監修、信濃毎日新聞社 編『信州の鉄道物語』信濃毎日新聞社、1987年1月30日、131 - 136ページ。
- 小林宇一郎・黒澤眞一 監修『写真探訪 信州の廃線紀行』郷土出版社、1998年5月9日、118 - 119ページ。
- 矢部三雄『近代化遺産 国有林森林鉄道全データ 中部編』信濃毎日新聞社、2015年、96 - 98頁。ISBN 9784784072705。
- 大町市史編纂委員会 編集『大町市史 第四巻 近代・現代』大町市、1985年9月1日、489 - 492ページ。
- 大町市史編纂委員会 編集『大町市史 第四巻 近代・現代資料』大町市、1985年9月1日、102 - 106ページ。